# Adolf Spinnler
Adolf Spinnler (Liestal, Basilea, 18 de julio de 1879 - 20 de noviembre de 1951) fue un gimnasta y atleta suizo que tomó parte en los Juegos Olímpicos de San Luis 1904.
Participó en tres pruebas, dos de gimnasia y una de atletismo. En la triatlón ganó la medalla de oro, al superar al estadounidense Julius Lenhart y al alemán Wilhelm Weber en la lucha por las medallas, mientras que en el concurso completo ganó la medalla de bronce.
También participó en la triatlón atlética, terminando el 64 de 118 participantes.